# Open Media Network
Open Media Network (OMN) – jest serwisem P2PTV oraz aplikacją, która udostępnia programy edukacyjne oraz publicystyczne. Została założona w 2005 przez pionierów Netscape – Mike Homera oraz Marc-a Andressena.
OMN działa jako duża, centralnie kontrolowana sieć dystrybucji wolnego radia i telewizji przez P2P, opisana jako "part TiVo, part BitTorrent file swapping". Aplikacja Open Media Network jest dostępna dla platformy Apple OS X (z wyjątkiem Intel based Macs z października 2007) oraz Microsoft Windows (XP i 2000, wyłączając Vistę).
Infrastruktura OMN jest wspierana przez Kontiki, komercjalną alternatywę dla BitTorrent.